# Trattato di Fort Stanwix

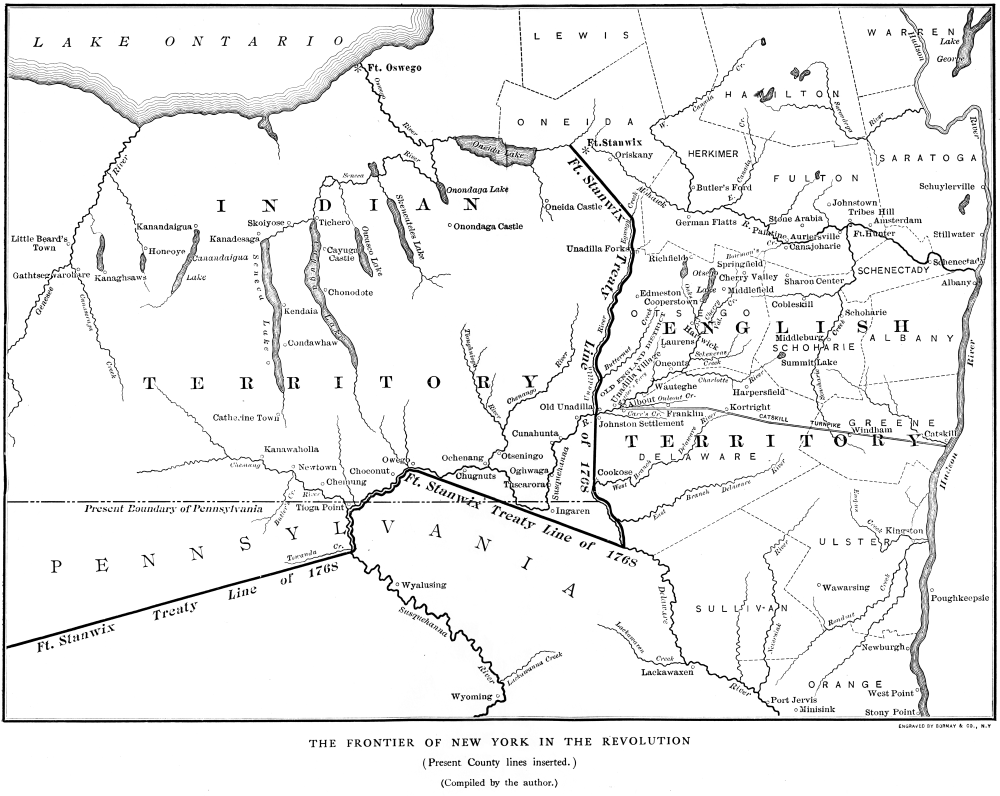
Una porzione del confine stabilito dal trattato di Fort Stanwix

Il trattato di Fort Stanwix è stato un accordo firmato il 5 novembre 1768 tra l'Impero britannico e alcune tribù di nativi americani al fine di modificare il confine stabilito dal proclama reale del 1763 tra le colonie britanniche e i territori dei nativi ponendo fine alle numerose schermaglie tra coloni e indiani lungo il confine.

## Storia
Il trattato venne negoziato a Fort Stanwix (che attualmente si trova a Rome, nello stato di New York) da Sir William Johnson e dai rappresentanti delle Sei Nazioni (gli Irochesi) e venne concluso alla presenza dei rappresentanti delle colonie del New Jersey, della Virginia e della Pennsylvania.
I nativi americani ricevettero doni e denaro contante per un totale di 10.460 sterline, 7 scellini e 3 penny (la cifra più alta mai pagata dai coloni britannici per un acquisto di terre) e in cambio accettarono uno spostamento verso ovest della linea di confine che da quel momento correva da Fort Pitt (in Pennsylvania) lungo il fiume Ohio fino al fiume Tennessee: un territorio che in pratica coincide con gli attuali stati del Kentucky e della Virginia Occidentale.
Il trattato risolveva inoltre le questioni pendenti tra le Sei Nazioni e la famiglia Penn, proprietaria della Pennsylvanya, anche se la cosiddetta Purchase line che stabiliva il nuovo confine della colonia sarebbe stato definitivamente accettata da entrambe le parti solo nel 1773.
Sebbene fossero presenti durante i negoziati che condussero alla firma del trattato di Fort Stanwix, le popolazioni che effettivamente abitavano i territori ceduti (le tribù degli Shawnee e dei Lenape) non firmarono la vendita e scatenarono una serie di attacchi lungo il fiume Ohio che culminarono con la guerra di Dunmore.